# ウィリアム・ダニエルズ
ウィリアム・ダニエルズ（William Daniels、1927年3月31日 - ）は、アメリカ合衆国ニューヨーク市生まれの俳優・声優である。

## 来歴
1927年にニューヨーク市ブルックリンに生まれる。1949年にイリノイ州にあるノースウェスタン大学を卒業。その後は役者を目指すべく、演劇業界に足を踏み入れる。実写映画のデビューは1963年に製作された『Ladybug Ladybug』で、ダスティン・ホフマン、アン・バンクロフト出演の『卒業』ではホフマン演じる主人公の父親役を演じる。その後も順調にキャリアを重ねていき、映画やテレビなどで活躍。彼のキャリア中最もよく知られているのは、1982年から1986年までデヴィッド・ハッセルホフ主演で製作されたカーアクション・ドラマ『ナイトライダー』である。同作品では、主人公の相棒であるナイト2000に搭載された高性能人工知能K.I.T.T.の声を演じた。後に米アニメの『ザ・シンプソンズ』やコメディ映画『がんばれ! ベンチウォーマーズ』では同役でゲスト出演を果たしている。
舞台方面でも活躍し、ブロードウェイデビューを飾った後は数々の舞台へ出演。名作舞台『The Zoo Story （原題）』ではオビー賞も獲得した。ダニエルズの母校であるノースウェスタン大学では、彼の功績が称えられ「ウィリアム・ダニエルズ賞」（通称ウィリーズ）という名の賞が学生に送られている。

### 私生活
1951年に女優でもあるボニー・バートレットと結婚。なお、妻とはテレビドラマ『St. Elsewhere』において共演しており、劇中でも夫婦を演じた。見事本作品で1985年と1986年にエミー賞を獲得した。

## 主な出演作品

### 映画
| 公開年 | 邦題 原題                                                        | 役名                        | 備考                              |
| ------ | ---------------------------------------------------------------- | --------------------------- | --------------------------------- |
| 1965   | 裏街・太陽の天使 A Thousand Clowns                               | アルバート                  |                                   |
| 1967   | いつも2人で Two for the Road                                     | ハワード・マンチェスター    |                                   |
| 1967   | シークレット! シークレット! The President's Analyst              | ウェイン                    |                                   |
| 1967   | 卒業 The Graduate                                                | ミスター・ブラドック        |                                   |
| 1969   | かわいい女 Marlone                                               | ミスター・クロムウェル      |                                   |
| 1972   | 1776                                                             | ジョン・アダムス            |                                   |
| 1974   | 私は犯された/エレイン夫人の裁判 A Case of Rape                   | レオナルド・アレクサンダー  | テレビ映画                        |
| 1974   | パララックス・ビュー The Parallax View                           | オースティン・タッカー      |                                   |
| 1975   | 青い渇き Sarah T. - Portrait of a Teenage Alcoholic              | マット・ホッジス            | テレビ映画                        |
| 1977   | ブラック・サンデー Black Sunday                                  | Pugh                        |                                   |
| 1977   | オー!ゴッド Oh! God                                              | ジョージ・サマーズ          |                                   |
| 1977   | パニック航海'83/ 豪華客船を襲う連続怪死事件!! Killer on Board    | スノーデン                  | テレビ映画                        |
| 1978   | ワン・アンド・オンリー The One and Only                          | ミスター・クロウフォード    |                                   |
| 1979   | 自由と愛の大地 The Rebels                                        | ジョン・アダムス            | テレビ映画                        |
| 1979   | サンバーン Sunburn                                               | クロウフォード              |                                   |
| 1980   | ミッキー・ローク/ロサンゼルス美女連続殺人 City in Fear           | フリーマン                  | テレビ映画                        |
| 1980   | 青い珊瑚礁 The Blue Lagoon                                       | アーサー・レストレンジ      |                                   |
| 1981   | 恋のドラッグストア・ナイト All Night Long                        | リチャード・H・コプルストン |                                   |
| 1981   | レッズ Reds                                                      | ジュリウス・ガーバー        |                                   |
| 1982   | 殺しのリハーサル Rehearsal for Murder                            | ウォルター・ラム            | テレビ映画                        |
| 1982   | ドロップアウト パパ Drop-Out Father                              | ドレイパー・ライト          | テレビ映画                        |
| 1987   | ブラインド・デート Blind Date                                    | ハロルド・ベッドフォード    |                                   |
| 1989   | 彼女のアリバイ Her Alibi                                         | サム                        |                                   |
| 1989   | グレイ・シティ/真実の沈黙 Howard Beach: Making a Case for Murder | Slaney                      | テレビ映画                        |
| 1991   | 新ナイトライダー2000 Knight Rider 2000                           | K.I.T.T.                    | テレビ映画 声のみ、クレジットなし |
| 1994   | マジック・キッド2 Magic Kid II                                   | マニー                      |                                   |
| 2006   | がんばれ! ベンチウォーマーズ Benchwarmers                        | K.I.T.T.                    | 声のみ、クレジットなし            |
| 2007   | 俺たちフィギュアスケーター Blades of Glory                       | Commissioner Ebbers         |                                   |

### テレビシリーズ
| 放映年           | 邦題 原題                                       | 役名                                | 備考                                         |
| ---------------- | ----------------------------------------------- | ----------------------------------- | -------------------------------------------- |
| 1967             | キャプテン・ナイス Captain Nice                 | カーター・ナッシュ                  | 15エピソード                                 |
| 1972             | 探偵キャノン Cannon                             | デイル                              | 1エピソード                                  |
| 1973             | 鬼警部アイアンサイド Ironside                   | スティルウォルド                    | 1エピソード                                  |
| 1973,1976        | 警部マクロード McCloud                          |                                     | 異なる役で2エピソード                        |
| 1974             | 事件記者コルチャック Kolchak: The Night Stalker | ジャック・マッテオ警部補            | 1エピソード                                  |
| 1976             | ロックフォードの事件メモ The Rockford Files     |                                     | 異なる役で2エピソード                        |
| 1976-1977        | The Nancy Walker Show                           | ケネス・キタリッジ                  | 13エピソード                                 |
| 1976, 1979, 1980 | Dr.刑事クインシー Quincy M.E.                   |                                     | 異なる役で3エピソード                        |
| 1977             | 超人ハルク Increadible Hulk                     | ジョン・バニファント                | 1エピソード                                  |
| 1978             | ソープ Soap                                     | ハインリッヒ・ヒメル                | 1エピソード                                  |
| 1980             | 新宇宙空母ギャラクティカ Galactica 1980         | ノーマン                            | 2エピソード                                  |
| 1981             | ドクター・トラッパー Trapper John, M.D.         | スレイター                          | 1エピソード                                  |
| 1982-1986        | ナイトライダー Knight Rider                     | K.I.T.T.                            | 全84エピソードに声のみの出演、クレジットなし |
| 1982-1988        | セント・エルスウェア St. Elsewhere              | マーク・クレイグ                    | 137エピソード                                |
| 1993-2000        | ボーイ・ミーツ・ワールド Boy Meets World        | ジョージ・フィーニー                | 158エピソード                                |
| 2000             | スタートレック:ヴォイジャー Star Trek: Voyager  | Hospital Ship 4-2, Allocation Alpha | 1エピソードに声のみの出演、クレジットなし    |
| 2002             | Scrubs〜恋のお騒がせ病棟 Scrubs                 | ダグラス                            | 1エピソード                                  |
| 2003             | 弁護士ジャック・ターナー The Lyon's Den         | フランクリン・キャンベル判事        | 1エピソード                                  |
| 2006             | クローザー The Closer                           | アンドリュー・シュミット            | エピソード『灰色の任務（前後編）』           |
| 2008             | ボストン・リーガル Boston Legal                 | ミルトン・ブロディ判事              | 1エピソード                                  |
| 2012             | グレイズ・アナトミー 恋の解剖学 Grey's Anatomy  | クレイグ・トーマス医師              | 5エピソード                                  |

### テレビアニメ
- ザ・シンプソンズ The Simpsons (1998, 2004)
- キム・ポッシブル Kim Possible (2004)
- ビリー&マンディ The Grim Adventures of Billy & Mandy(2005)